# Leucobasis candicans
Leucobasis candicans là loài chuồn chuồn trong họ Coenagrionidae. Loài này được Rácenis mô tả khoa học đầu tiên năm 1959.